# هوفية
هوفية (الاسم العلمي: Huffia) هي جنيس من المتصورة،  تتبع جنس متصورة.